# Nephargynnis superlata
Nephargynnis superlata är en fjärilsart som beskrevs av Roucin-paziaud 1972. Nephargynnis superlata ingår i släktet Nephargynnis och familjen praktfjärilar. Inga underarter finns listade i Catalogue of Life.